# Gare du Crotoy
Gare du Crotoy vasútállomás Franciaországban, Le Crotoy településen.

## Vasútvonalak
Az állomást az alábbi vasútvonalak érintik:
- Chemin de Fer de la Baie de Somme

## Kapcsolódó állomások
A vasútállomáshoz az alábbi állomások vannak a legközelebb:
- Gare de Noyelles